# Armoy, Haute-Savoie
Armoy este o comună în departamentul Haute-Savoie din sud-estul Franței. În 2009 avea o populație de 1.173 de locuitori.

## Evoluția populației
| An        | 1975 | 1982 | 1990 | 1999 | 2006  | 2009  |
| --------- | ---- | ---- | ---- | ---- | ----- | ----- |
| Populație | 425  | 594  | 775  | 940  | 1.078 | 1.173 |